# Nortel Networks
Nortel Networks Corporation — канадський виробник телекомунікаційного устаткування. Штаб-квартира — в Торонто.

## Історія
Компанія була заснована в 1895 році Олександром Беллом під назвою The Northern Electric and Manufacturing Company Limited. У неї з Bell Telephone Company of Canada було виділено виробництво телефонів, пожежних сигналізацій і пристроїв термінового виклику поліції і пожежної служби. У 1900 фірма почала виробництво грамофонів для програвання грамплатівок (замість звичайних у той час валиків). У 1914 після злиття з Imperial Cable була утворена Northern Electric.
У 1922 — розпочато виробництво радіо, а в 1928 Northern Electric випустило обладнання для першого в Британській імперії звукового кінотеатру в Торонто.
У 1953 — на базі трубок RCA випущений перший телевізор.
У 1966 — дослідницький підрозділ Bell Northern Research почала розробку волоконно-оптичного кабелю.
У 1976 — фірма змінила назву на Northern Telecom Limited, до сторіччя фірми в 1995 — на Nortel, а після поглинання в 1998 Bay Networks — на Nortel Networks.
У 2009 — з метою реструктуризації та фінансового оздоровлення, компанія вдається до судового захисту від кредиторів, відповідно до статті 11 федерального закону США «Про банкрутство». 14 січня 2009 в опублікованій заяві компанії причиною цього кроку називається різке зменшення кількості замовлень від телефонних компаній і загальне падіння ринку на тлі світової фінансової кризи, а також бажання зберегти високий запланований рівень інвестицій в RND.
За підсумками 1-го кварталу 2009 року, запас готівкових грошових коштів компанії збільшився на 100 млн $ (до 2,5 млрд $), Nortel планує вийти зі стану захисту від кредиторів і повернутися до нормальної діяльності восени 2009 року.
У червні 2009 керівництво Nortel ухвалило рішення про розпродаж компанії по частинах. Більша частина активів буде продано за вигідною ціною, а сама компанія буде ліквідована.
Компанія Ericsson купила підрозділи, які займаються розробкою бездротового зв'язку CDMA і LTE за 1,13 млрд $. Компанія Avaya купила підрозділ корпоративних рішень за 475 млн $.
4 червня 2011 була куплена за 4,5 мільярда доларів консорціумом, до якого увійшли Apple (2 мільярди), RiM і Ericsson (1,1 мільярда), Microsoft і Sony (1 мільярд), EMC (400 мільйонів)